# Раков Михайло Васильович
Рáков Михáйло Васильович (14 листопада 1951, Ленінград — 7 березня 2012, Кривий Ріг) — радянський і український художник.

## Життєпис
Михайло Раков народився 14 листопада 1951 року в Ленінграді в родині військовослужбовця.
Вчився в студії Кобилінського В. І. в Будинку народної творчості, в Житомирі. Закінчив архітектурний факультет Київського художнього інституту. В 1977-78 рр. працював архітектором в київському реставраційному управлінні.
У 1978-80 рр. обіймав посаду монументаліста в майстернях художнього фонду м. Житомира. З 1980 по 1985 рік працював художником-монументалістом Сєвєродонецького хімічного комбінату.
З 1985 по 1991 рік проживав у м. Душанбе, де працював художником-постановником у театрах республіки, книжним графіком у видавництвах: «Адіб», «Маоріф», дитячому журналі «Чашма». Брав участь у регіональних, союзних і міжнародних конкурсах, зокрема лауреат конкурса «Искусство книги».
З 1991 по 2005 рік знову проживав у м. Житомирі. Працював у видавництвах «Олеся» (Житомир), «Веселка» (Київ), Чернишова (Санкт-Петербург).
У 2005 переїхав у Кривий Ріг.
Помер 7 березня 2012 року.

## Персональні виставки
Неодноразово брав участь у міських і державних виставках, організовував і персональні: «ЖитоМ.иР.» (1994), «Ой, що це?» (1997), «@» (1999), «Васпонимания» (2009). Роботи М. Ракова знаходяться в Житомирському обласному краєзнавчому музеї, житомирській художній галереї банку «Аваль» та приватних колекціях.